# Rio Preto EC
Rio Preto EC is een Braziliaanse voetbalclub uit São José do Rio Preto, in de deelstaat São Paulo. De club speelt in de schaduw van de succesvollere stadsrivaal América. Met meer dan vijftig seizoenen in de Campeonato Paulista Série A2 is de club koploper in de tweede klasse van de staatscompetitie.

## Geschiedenis
De club werd opgericht in 1919. De club speelde in 1948 voor het eerst in de tweede klasse van het Campeonato Paulista. Met regelmatig een onderbreking zou dit de thuishaven worden voor de club. In 1974 werden ze uitgenodigd om in de hoogste klasse te spelen in de voorronde, zonder dat ze zich daar sportief voor gekwalificeerd hadden, maar de club deed het daar niet goed en ging weer van start in de tweede klasse. In 2007, uitgerekend het jaar dat stadsrivaal América degradeerde wist de club dan wel te promoveren. De club kon echter het behoud niet verzekeren en degradeerde na één seizoen terug naar de vertrouwde omgeving. In 2012 degradeerde de club dan naar de Série A3. In 2017 keerde de club eenmalig terug.

## Bekende ex-spelers
- André Ossemer